# Бабаєва Сабіна Ельдар-кизи
Сабі́на Ельда́р-кизи Баба́єва (азерб. Səbinə Eldar qızı Babayeva; нар. 2 грудня 1979 року, Баку, АРСР) — азербайджанська співачка. Представниця Азербайджану на пісенному конкурсі Євробачення 2012 в Баку. У фіналі виконала композицію «When The Music Dies», завдяки якій посіла 4 місце на конкурсі.

## Біографія
Сабіна — випускниця Музичного училища імені Асафа Зейналли по класу вокалу. З 1999 року успішно брала участь в ряді співочих конкурсів на батьківщині і за кордоном.
Раніше Сабіна вже брала участь на національному відборі на Євробачення, однак посіла лише третє місце в своїй групі і не змогла пройти до півфіналу.